# Daly City (BART)
Daly City es una estación en las líneas Dublin/Pleasanton–Daly City, Pittsburg/Bay Point–SFO/Millbrae, Richmond–Millbrae y Fremont–Daly City del BART, administrada por la Distrito de Transporte Rápido del Área de la Bahía. La estación se encuentra localizada en 500 John Daly Boulevard en Daly City, California. La estación Daly City fue inaugurada el 3 de noviembre de 1973.

## Descripción
La estación Daly City cuenta con 1 plataforma central, 1 plataforma lateral y 2 vías.

## Conexiones
La estación es abastecida por las siguientes conexiones de autobuses: 
- Rutas del MUNI
 14L Mission Limited 
 28 19th Avenue
 28L 19th Avenue Limited 
 54 Felton 
 SamTrans
 110 
 120 
 121 
 130 
 390 
 Seton Shuttle
 SFSU
 SFSU-BART Shuttle